# Otočić Mrtovnjak (ö i Kroatien, Šibenik-Knins län)
Otočić Mrtovnjak är en ö i Kroatien.   Den ligger i länet Šibenik-Knins län, i den södra delen av landet, 240 km söder om huvudstaden Zagreb. Arean är 0,16 kvadratkilometer.
Terrängen på Otočić Mrtovnjak är platt. Öns högsta punkt är 31 meter över havet. 